# Thames Path
Le Thames Path est un National Trails anglais qui suit la Tamise depuis sa source près de Kemble dans le Gloucestershire jusqu'à la barrière de la Tamise à Charlton, au sud-est de Londres. Il s’agit d'un chemin d’environ 184 milles (296 kilomètres) de long,. Un chemin a été proposé pour la première fois en 1948, mais il ne s'est ouvert qu'en 1996. 
Le Thames Path peut être parcouru sur toute sa longueur ou bien que partiellement. Certaines parties du Thames Path, en particulier à l'ouest d'Oxford, sont sujettes aux inondations en hiver. Le fleuve est également soumis aux marées en aval de l'écluse de Teddington et une partie du sentier peut être submergée si la marée est particulièrement forte, bien que la barrière de la Tamise protège Londres de graves inondations. 
Le Thames Path utilise le chemin de halage entre Inglesham et Putney et les chemins disponibles ailleurs. Historiquement, le trafic du chemin de halage traversait le fleuve en utilisant de nombreux ferries mais les traversées dans ces endroits n’existent plus maintenant et une déviation du chemin de halage est nécessaire. 

## Description
Le but général du parcours et les modifications de parcours occasionnelles sont de fournir aux promeneurs un itinéraire agréable et un accès à la Tamise, autant que possible. La disposition relative du Thames Path relève naturellement de trois domaines distincts.

### Source à Lechlade

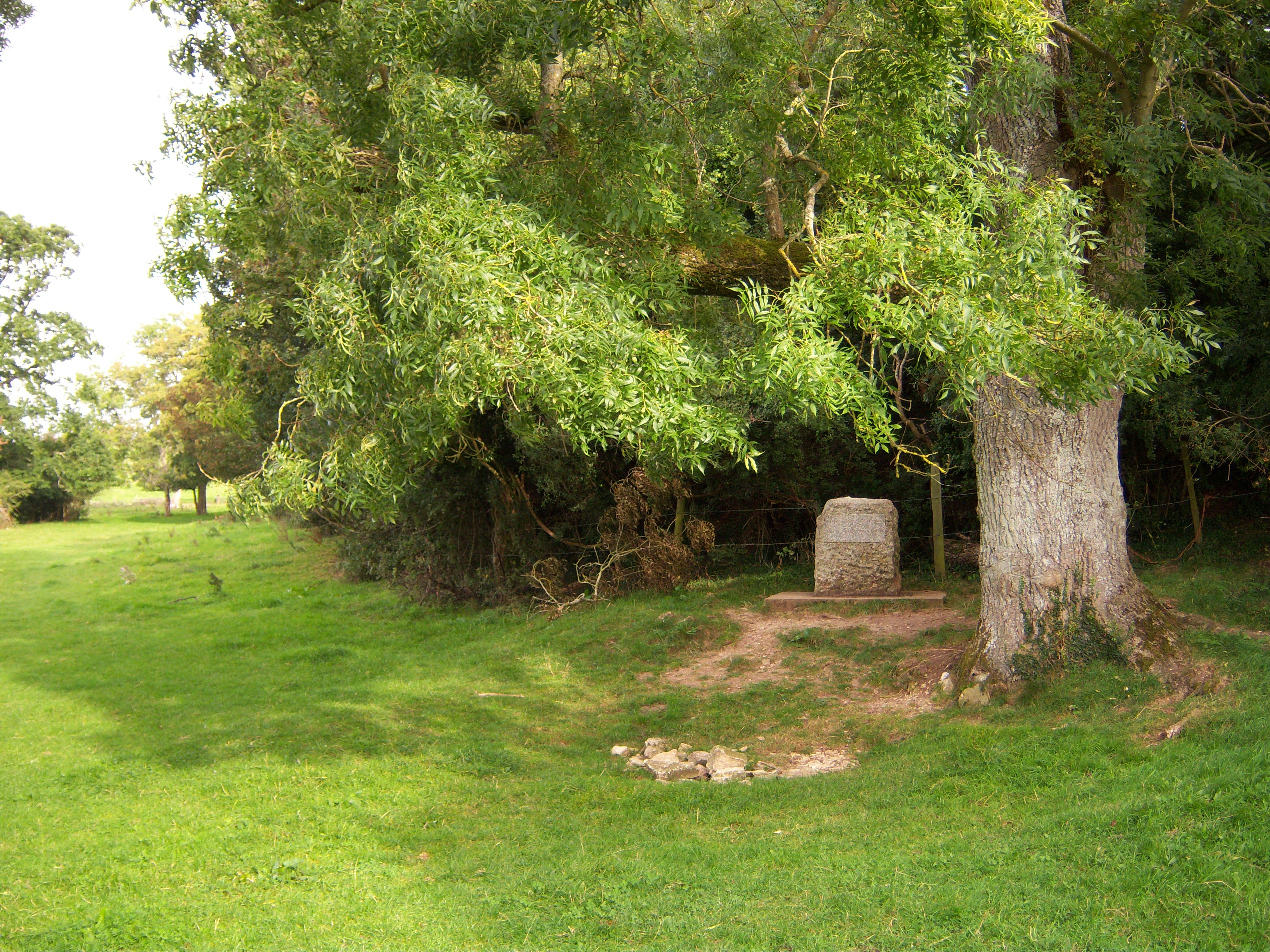
Thames Head.

Le Thames Path utilise tous les droits de passage riverains disponibles entre la source traditionnelle du fleuve à Thames Head et Inglesham, mais ne peut pas longer le fleuve à plusieurs endroits. 
Le Thames Path commence à côté du monument de la source du fleuve et le suit en descendant la colline en direction de Kemble. Sur le tronçon situé entre Ewen et Somerford Keynes, il traverse des champs et comporte plusieurs moulins à eau. Le sentier suit ensuite la Tamise à travers le parc aquatique des Cotswolds jusqu'à Ashton Keynes, où elle se divise en plusieurs bras ; le sentier suit en partie l'un de ceux-ci et rejoint le lit principal par le pont de Waterhay. Le chemin va et vient du fleuve parmi d'autres gravières jusqu'à Hailstone Hill, où un bras du canal Wilts-et-Berks de Latton traversait autrefois la Tamise sur un pont. Un sentier le long de la Tamise mène à Cricklade et jusqu'au Castle Eaton. L'itinéraire suit ensuite les chemins de campagne, un court tronçon le long d’un bras mort jusqu’à Hannington Bridge, puis traverse les champs jusqu’à Inglesham. En 2018, le sentier incorporait une section de sentier permissif longeant la Tamise à Upper Inglesham. 
En amont d'Inglesham, la Tamise n'est pas draguée et est principalement naturelle, sans écluses avec des barrages pour contrôler le niveau des eaux. Elle est donc peu profonde, envahie par les mauvaises herbes et les rapides, et son niveau fluctue. Aujourd'hui, l'Environment Agency (successeur du Thames Conservancy) est responsable de la Tamise entre Cricklade et Teddington. Le chemin de halage s’arrête maintenant à Inglesham, juste en amont de Lechlade, de même que la possibilité de naviguer sur la Tamise pour les bateaux de très petite taille, bien qu’il y ait déjà eu des barrages avec des écluses pour permettre le passage jusqu’à Cricklade et qu’il existe toujours un droit de navigation jusqu’au pont de la ville de Cricklade. La navigation au-dessus de Lechlade a été négligée après que la Tamise et le canal de Severn ont fourni un itinéraire alternatif au trafic de barges. Les sections de sentiers qui longent la Tamise autour de Cricklade sont probablement des vestiges d’un chemin de halage historique. 

### Navigation avec écluses et chemin de halage
Le Thames Path utilise le chemin de halage existant entre Inglesham et Putney Bridge dans la mesure du possible. 

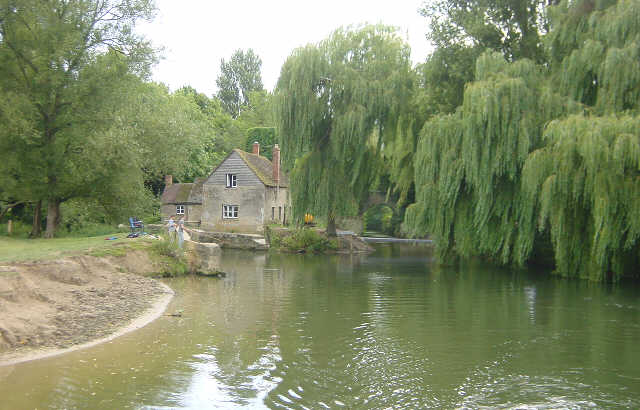
Thames ans Severn Canal joignant la Tamise avec l’ancien entrepôt du canal à gauche et Round House derrière, recouverts de verdure.

La Tamise est utilisée depuis longtemps pour la navigation bien que les propriétaires de barrages, d’écluses et de chemins de halage aient souvent fait payer le passage. Le chemin de halage doit, dans sa forme actuelle, son existence à la révolution industrielle et à la canalmania des années 1790 aux années 1810, et est donc lié à l'histoire du système de canaux britannique. Un acte du Parlement de 1795 autorisait un peu plus tard la Commission de navigation de la Tamise à acheter des terres pour un chemin continu, et la navigation sans marée, donc le chemin de halage, fut consolidée en un itinéraire complet sous un autorité unique (péage), en amont de Inglesham. Cela améliora la capacité du trafic de chalands tirés par des chevaux à se rendre en amont du canal de la Tamise et du canal de Severn, qui avait ouvert ses portes en 1789 et offrait un itinéraire alternatif pour le trafic de bateaux vers Cricklade. Les commissaires ont dû créer des bacs à chevaux pour relier des sections du chemin de halage (par exemple à Purley Hall), car la loi ne leur permettait pas d'acheter des terres à proximité d'une maison, d'un jardin ou d'un verger existant. La City of London Corporation, qui avait des droits et des responsabilités pour la Tamise en aval de Staines à partir d'un point marqué par la pierre de Londres, avait également racheté les droits de passage des propriétaires fonciers riverains, comme le permettait un précédent acte de Thames Navigation Act de 1776 Ensemble, le développement des chemins de fer et la puissance de la vapeur ont supplanté les bateaux tirés par des chevaux sur la Tamise sans marée à partir des années 1840. Le chemin de halage lui-même a peu changé depuis (à part suivre l'écluse de Shifford) ; cependant, les bacs du chemin de halage sont devenus obsolètes et le dernier bac à avoir cessé de fonctionner était celui de Bablock Hythe dans les années 1960. 
L'ancienne entrée de Thames and Severn Canal est la limite de navigation actuelle, pour les bateaux à moteur. Elle se trouve à un kilomètre et demi en amont de l'écluse la plus haute près de Lechlade. Aujourd’hui, entre l’entrée du canal et le pont de Putney, le chemin de halage permet toujours d’accéder à pied à au moins un côté de la rivière sur presque toute la longueur de la voie de navigation principale de la rivière, à l’ exclusion des ruisseaux, des mares ou de quelques méandres, les chemins de halage n’étant à l’origine conçus que pour permettre le remorquage de barges lors de la navigation. La principale exception à l’accès du chemin de halage à la navigation entre Inglesham et Putney est un tronçon de rivière sans aucun chemin dédié de Home Park, à Windsor. Le Windsor Castle Act de 1848, qui prévoyait la construction des ponts Victoria et Albert et la suppression du pont Datchet, a été étendu aux terrains privés du château de Windsor pour inclure la rive et son chemin de halage. Cela explique le détournement du Thames Path à Datchet. Il manque également deux autres raccourcis de navigation : entre le pont et l'écluse de Marlow et l'un des côtés du pavillon The Swan à Pangbourne. Le reste de la navigation entre Inglesham et Putney a un chemin de halage ; cependant, des passages manquent maintenant sur le site d'une ancienne écluse et de 14 anciens traversiers. Le Thames Path effectue 10 autres détournements du chemin de halage restant en raison de l'absence de traversée de la rivière à leur emplacement d'origine. Il y a un autre détournement temporaire au pont de Hammersmith.

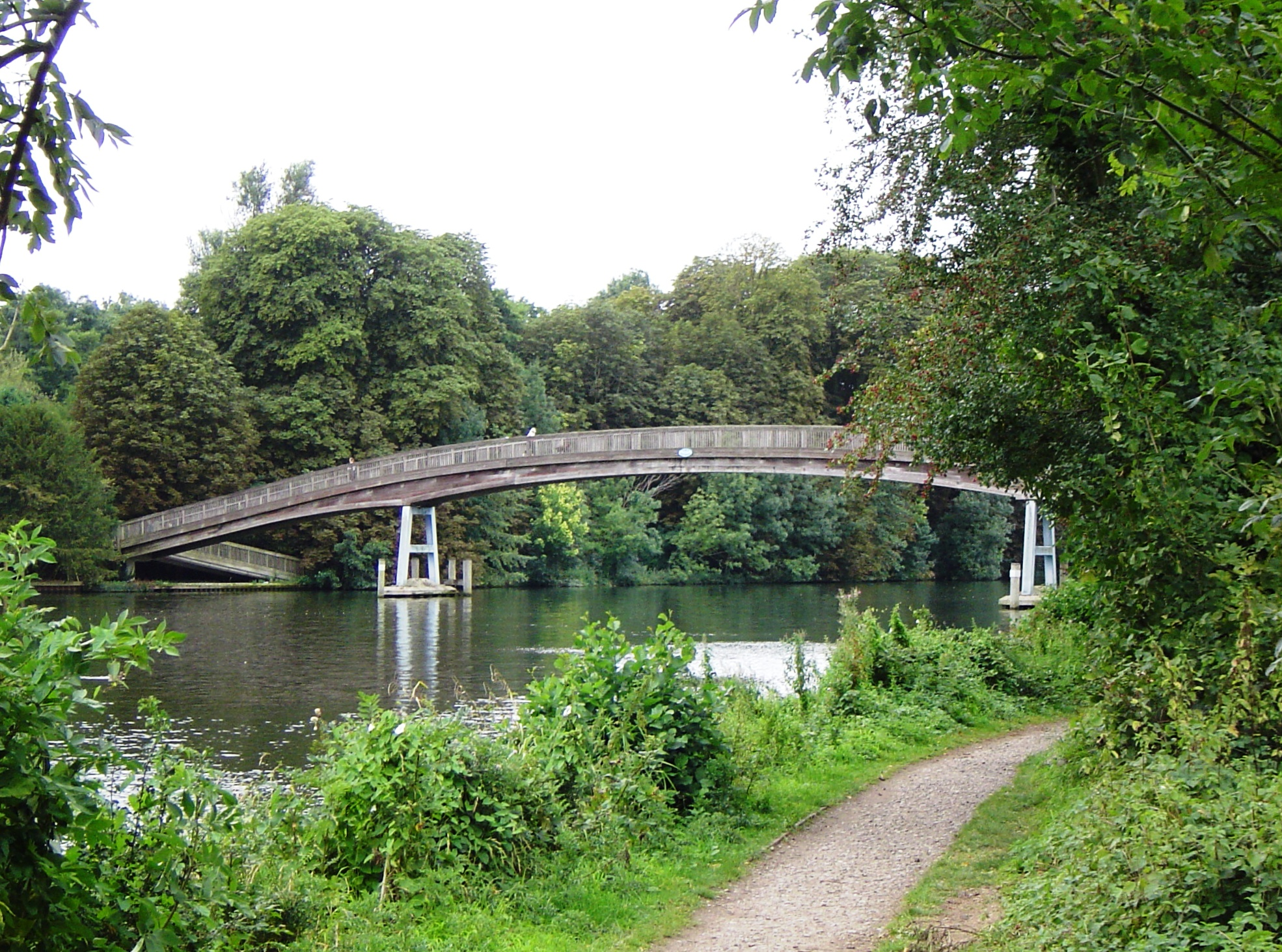
Passerelle du Temple construite en 1989 pour le Thames Path.

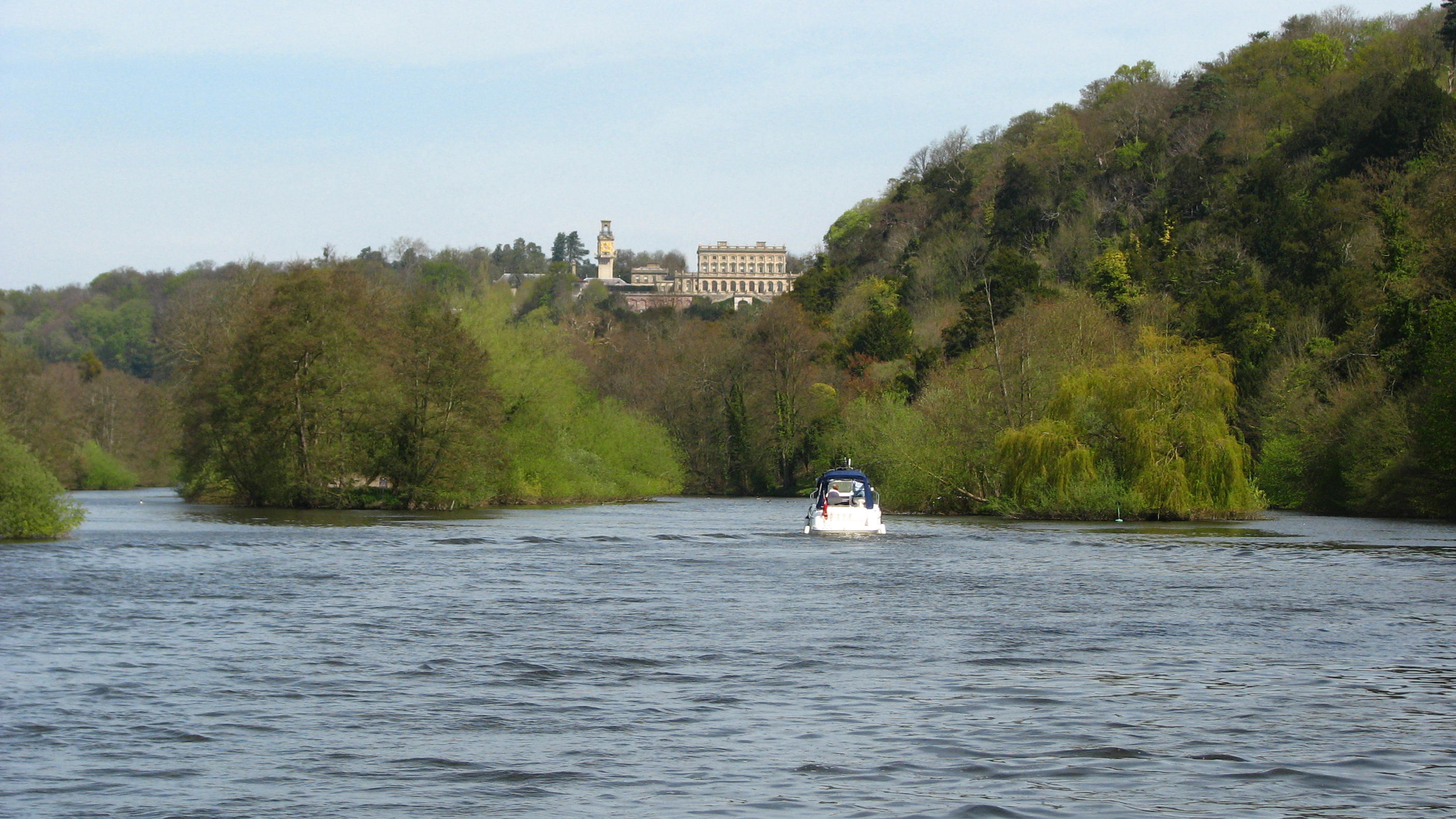
La Tamise.

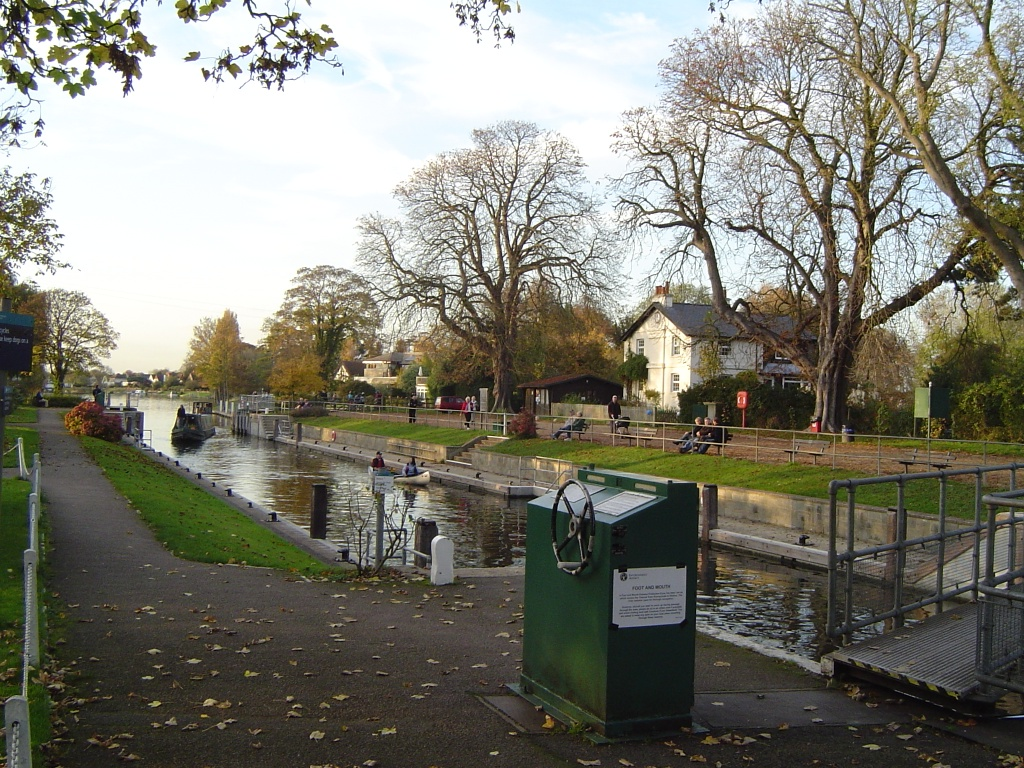
Penton Hook Lock avec les armes de la ville de Londres sur la maison d'origine des gardiens du verrou.

Historiquement, il y a eu des remplacements pour les traversées de bacs avec des ponts à Goring et Clifton Hampden et le chemin à travers le barrage à Benson Lock (le bac de remorquage était en amont). Récemment, des traversées ont été créées pour le Thames Path ; le ferry de Shepperton à Weybridge a été redémarré en 1986, la passerelle du Temple près de Hurley a été construite en 1989, un sentier a été fixé au pont de Bourne End Railway Bridge en 1992 (le ferry était en amont) et la passerelle de Bloomers Hole a été construite en 2000. Aucune traversée de rivière de remplacement n'a été créée pour les ferries périmés. Le sentier doit donc s'écarter du chemin de halage pour traverser la rivière ailleurs, laissant quelques sections du chemin de halage non sur le chemin. Les marcheurs peuvent visiter les longueurs de navigation fluviale qui ne sont pas sur le sentier en utilisant le chemin de halage actuel, à l'exception de deux sections isolées du chemin de halage non reliées par un chemin public (ou un ferry) à l'une de ses extrémités. Le premier est un court tronçon de sentier toujours indiqué sur les cartes Ordnance Survey, inaccessible sauf par bateau, en raison de l’absence de deux bacs qui déviaient autrefois autour de Purley Hall et qui explique le détournement du sentier de la Tamise à Purley-on-Thames. La deuxième et la plus en aval est une section du terrain du National Trust de Cliveden ; ici, l'absence de trois traversiers explique le détournement du sentier de la rivière à Cookham. Notez que lorsque l’écluse de Cookham a été construite en 1830, Hedsor Water est devenue un marigot et a perdu son chemin de halage. L’accès à certains chemins de halage plus anciens sur les backwaters a également été perdu avec la construction des écluses de Culham, Clifton, Old Windsor et Shifford. 
De nombreux marcheurs voudront voir les écluses de la Tamise car ce sont des endroits agréables pour se reposer. En été, certaines installations sont ouvertes aux visiteurs. Les deux écluses de Cookham et de Whitchurch ne se trouvent pas sur le Thames Path et nécessitent un effort particulier. Le découpage de l'écluse de Whitchurch a été construit sur une île dans la rivière et l'accès public à l'écluse de Pangbourne ou au ruisseau à Whitchurch-on-Thames a été fermé en 1888 pour éviter la perte de péages sur le pont de Whitchurch ; par conséquent, l'écluse de Whitchurch est la seule écluse de la Tamise inaccessible à pied - elle n'est accessible que par bateau. L’écluse de Cookham est toujours accessible mais n’est pas sur le chemin de la Tamise. La Tamise se divise en plusieurs ruisseaux et le chemin de halage ne se connecte pas sans traversiers ; l'accès à cette écluse nécessite une promenade de dix minutes à travers Odney Common sur l'île Formosa et l'île Lock (anciennement Mill Eyot) jusqu'à l'île Sashes. L'accès à l'écluse de Marlow nécessite une courte promenade dans les ruelles de la ville. Toutes les autres écluses ont un accès évident depuis le sentier. La construction d'écluses par les commissaires de la Tamise avait amélioré la navigation fluviale entière d'Inglesham jusqu'à la limite supérieure du bras de marée de Staines, en 1789. En aval de Staines, la City of London Corporation a construit six nouvelles écluses afin d’améliorer la navigation entre 1811 et 1815. La Thames Conservancy a été créée en 1857 pour prendre en charge les tâches de la ville de London en raison de la baisse des revenus provenant du trafic de bateaux ; il assuma également les fonctions de commissaires de la Tamise en 1866. L’accent est désormais mis sur la navigation de plaisance et, bien que le Thames Conservancy ait reconstruit de nombreuses écluses et amélioré la navigation et le chemin de halage, il n’a construit qu’une nouvelle écluse sur la Tamise sans marée de Shifford en 1898. 
Il y a aussi quelques tronçons de rivière contournés par des passages de navigation à proximité du sentier que les randonneurs souhaiteraient voir, sur l’île Desborough (formée par Desborough Cut ), l’île Penton Hook (une coupure de méandre formée par Penton Hook Lock) un chemin de halage plus ancien accessible à Duxford (le chemin de halage suit maintenant la coupe de Shifford Lock) et Sutton Pools (le chemin de halage suit maintenant la coupe de Culham Lock). Les îles Lock à Boulters Lock, Caversham Lock et Shepperton Lock peuvent être visitées en plus de Penton Hook; tous les sentiers traversant d'autres îles verrouillées permettent uniquement l'accès au sentier seul. 

### Tideway
Il existe un sentier des deux côtés de la rivière en aval de l'écluse de Teddington, le chemin du sud comprenant le chemin de halage d'origine jusqu'au pont de Putney. 

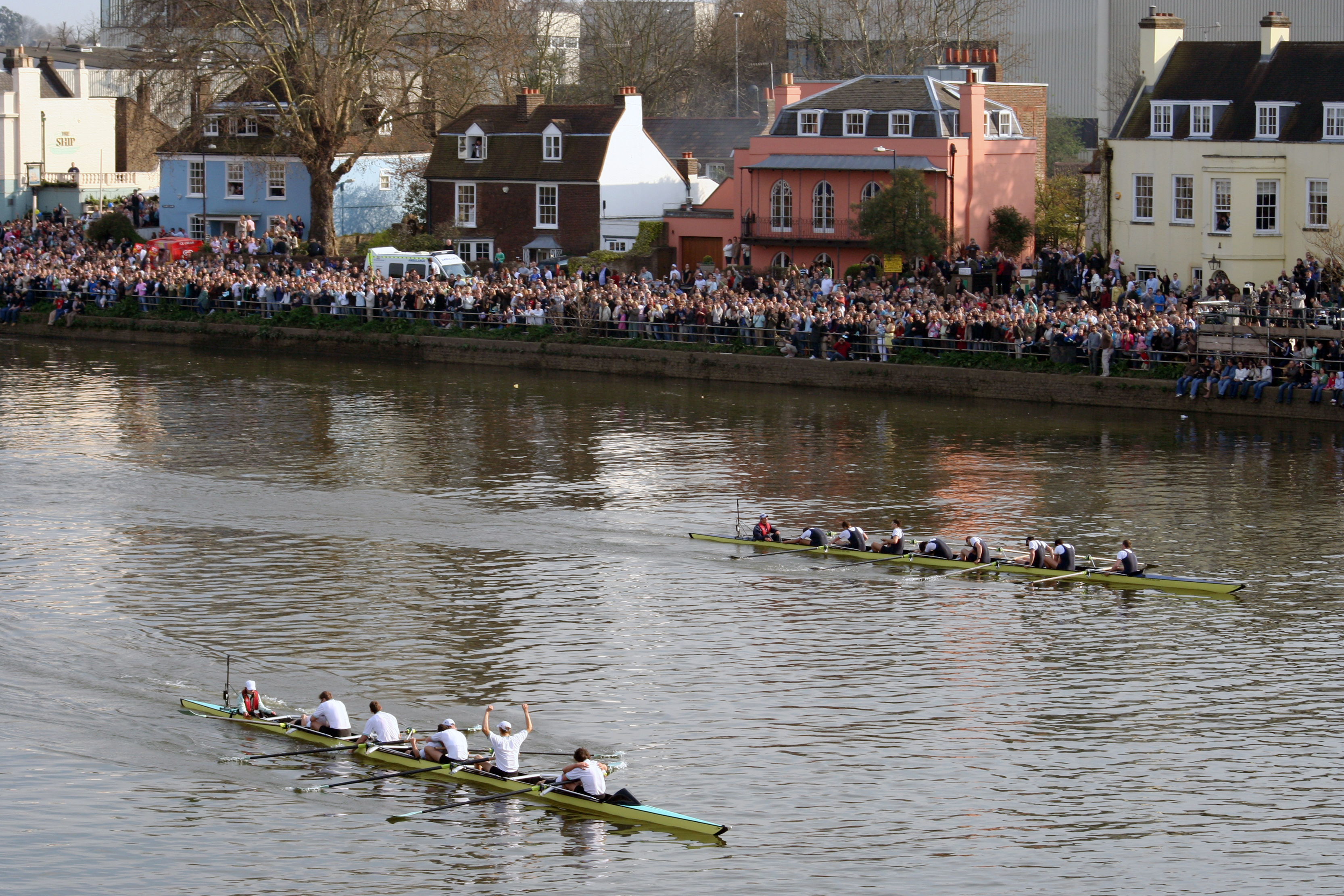
La course de bateaux, vue du pont de Chiswick, en regardant la foule sur le chemin de halage de la rive sud (Surrey).

En raison des écluses construites par la ville de Londres, la Tamise est maintenant soumise aux marées en aval de l'écluse de Teddington. Une autre écluse avec barrage a été construite par Thames Conservancy en 1894 en aval de l'écluse de Richmond pour améliorer la navigation en maintenant le niveau de l'eau en amont au moins à mi-marée. L’ autorité du port de Londres gère aujourd’hui la rivière à marée, y compris l’écluse de Richmond et le barrage. Les quais et les jetées sont généralement confinés à la rive nord (Middlesex) entre Richmond et Putney. Ce tronçon de marée (connu sous le nom de « Upper Rowing Code Area ») a des règles de navigation spéciales pour accueillir les activités d’un certain nombre de clubs d’aviron, et comprend le parcours utilisé pour la Boat Race. Chiswick Eyot est sur cette section et est remarquable comme étant la seule île de marée sur la rivière. Depuis août 2020, les sentiers sur les deux rives ont été fermés sous le pont de Hammersmith à cause des craquelures dans la structure ; donc, les marcheurs et les cyclistes doivent s'écarter de la rivière au pont jusqu'ils parviennent à la route adjacente (Castelnau sur la rive sud, Hammersmith Bridge Road sur la rive nord) et puis traverser la route au point secure le plus proche avant de retourner à la rivière.

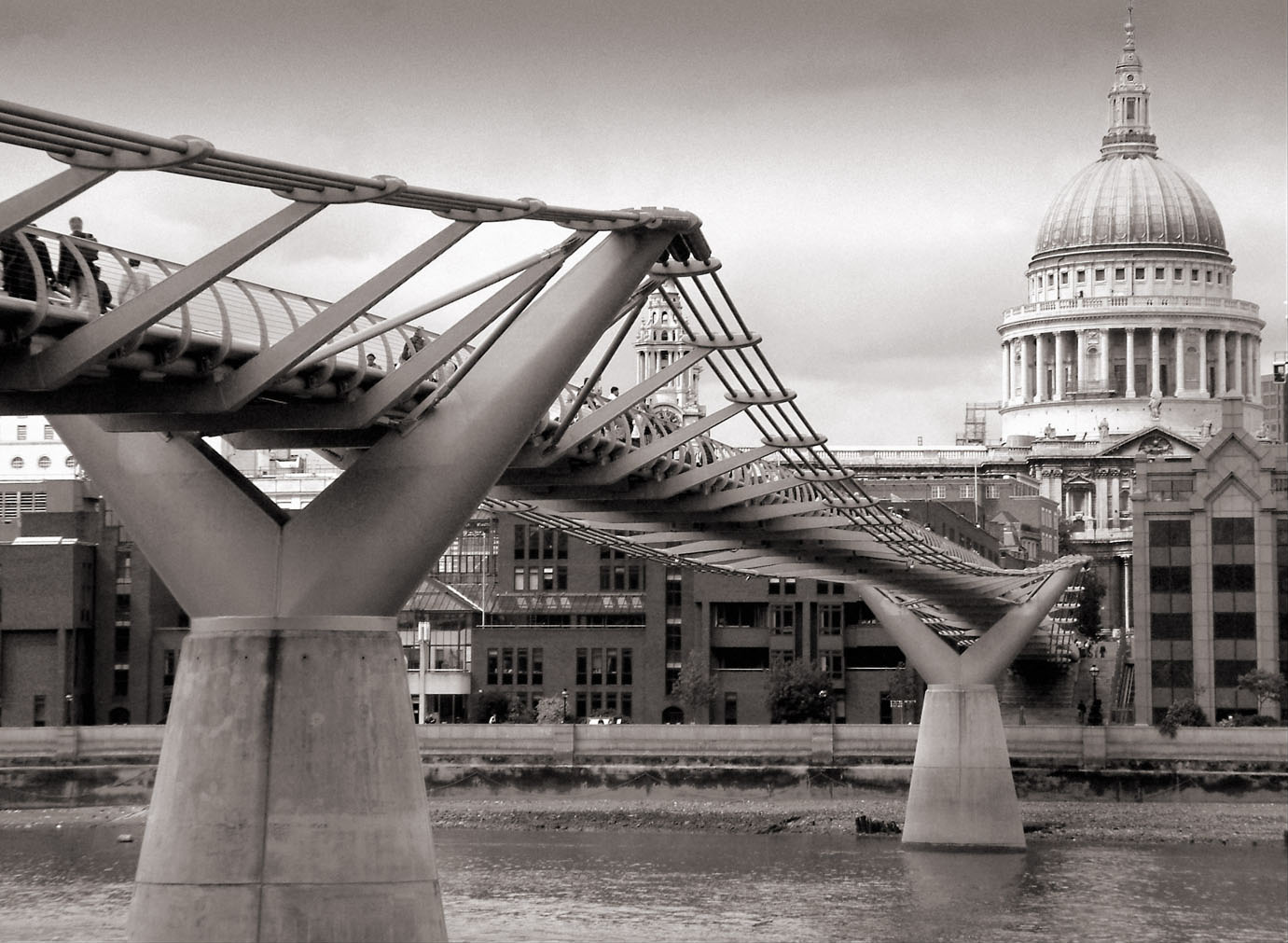
Passerelle du Millénaire avec la cathédrale Saint-Paul à l'arrière-plan.

Les archives historiques indiquent que le chemin de halage a commencé à Putney. Jusqu'au XIXe siècle, la navigation en barque de la Tamise était typique pour la navigation, l'aviron et la marée montante et descendante. La traversée de la rivière était plus une priorité, comme en témoignent les nombreux escaliers de la poudrière qui permettent à la poudrière et à ses passagers d'accéder à la rivière à marée. Les bateaux à vapeur de la Tamise sont devenus plus communs pour le transport sur la Tamise à marée de 1815 jusqu'à ce que les chemins de fer dominent les transports en commun. La chute des revenus résultant du trafic fluvial et les conflits liés à la construction de Victoria Embankment, en raison de la propriété du lit de marée par la Couronne, ont conduit la ville de Londres à céder sa gestion à la Thames Conservancy en 1857 et la section en dessous de Teddington a ensuite été transmise à l'autorité du port de Londres en 1908. L'absence de nécessité d'un chemin de halage comparée à la nécessité de traverser les rivières, les problèmes de propriété du lit et de capacité d'accès à l'estran et la progression historique de la construction de bâtiments et de structures fluviales sont parmi les nombreuses raisons pour lesquelles il n'y a pas de chemin fluvial continu dans le port de Londres. Aujourd'hui, en aval de Putney, il y a des embarcadères et des quais sur les deux rives de la rivière, et des tronçons du ou des chemins de la Tamise doivent souvent s'écarter de la rivière autour des bâtiments riverains. 
Dans le centre de Londres, il y a beaucoup à voir et à faire. Le Thames Path est l’un des itinéraires de promenade stratégiques du maire de Londres. La piste cyclable de la Tamise est un itinéraire balisé en noir qui suit la rivière entre le pont de Putney à l'ouest et Greenwich à l'est. Il suit principalement le sentier de la Tamise, mais divise en plusieurs sections, en particulier là où le sentier suit un itinéraire réservé aux piétons. Il relie également la piste cyclable nationale 1 (à l'est de Londres) à la piste cyclable nationale 4 (à l'ouest de Londres). 

## Itinéraire du sentier
Le tracé du sentier de la Tamise peut être divisé en sections : 
- Thames Head (source de la rivière à l’ouest de Cricklade) jusqu’à Oxford (54 milles (87 km)) : une zone agricole généralement rurale. Le chemin fait des détournements importants loin de la rivière (pour aller en aval) à Ewen, Ashton Keynes, Cricklade, Castle Eaton et Upper Inglesham en raison du manque de chemin public le long de la rivière jusqu'à atteindre le chemin de halage à Lechlade (23 milles (37 km)) ; après Lechlade, il n'y a plus qu'une déviation significative de la rivière, à Stanton Harcourt, car il n'y a plus de ferry[18]

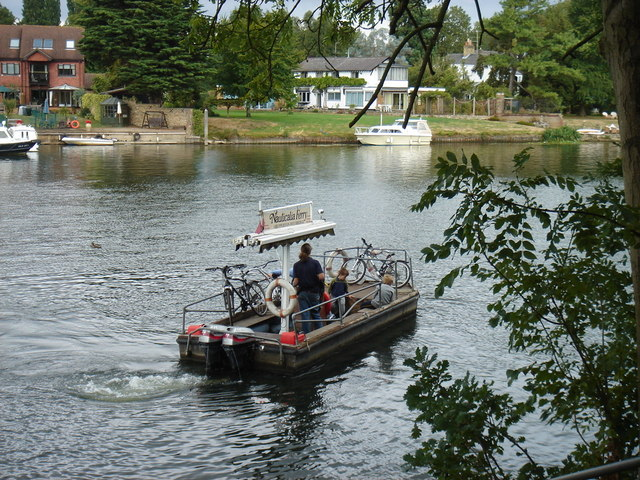
Réouverture du ferry Shepperton-Weybridge en 1986.

- Oxford à Henley-on-Thames (51 milles (82 km)) : passant par Abingdon, Dorchester, Wallingford, Streatley et Reading. Le chemin fait des déviations significatives hors de la rivière (dans l'ordre descendant) à Shillingford[19], Moulsford[20], Whitchurch-on-Thames[21], Purley-on-Thames[22], Shiplake[23] et Aston[24]  en raison de l’absence de traversiers permettant au chemin de halage de traverser la rivière. En outre, une courte section à Wallingford passe derrière des maisons, le chemin de halage traversant jadis à Chalmore Lock[25] a été supprimé en 1883.
- Henley à Windsor : (23 milles (37 km)) : par Marlow et Maidenhead. Le sentier fait une déviation significative de la rivière après l'écluse de Cookham en raison de l'absence de trois traversiers[26],[27] et de l'accès public au chemin de halage de Cliveden. De plus, il y a un court tronçon sans chemin public dans le centre-ville de Marlow et un court secteur à Bourne End où le chemin passe derrière des jardins clôturés au bord d'une rivière, car la traversée de la rivière n'est pas alignée sur le chemin de halage d'origine.
- Windsor à Richmond (28 milles (45 km)) : le sentier ne quitte pas la rivière en dehors du court tronçon où aucun sentier public n’existe à Datchet. Il est également nécessaire de faire une déviation par Shepperton et par Walton Bridge s'il n'y a pas le ferry Shepperton-Weybridge.
- Richmond à la barrière de la Tamise (28 milles (45 km)) : en passant par Kew Gardens et le Wetlands Centre à Barnes puis par Londres, en passant par un parc (par exemple, Battersea Park) pour continuer au bord de la rivière. Dans la majeure partie de la section, le sentier de la Tamise est en fait deux chemins en aval de l'écluse de Teddington, un de chaque côté du Tideway . Le chemin dévie souvent de la rivière autour des bâtiments riverains. Depuis août 2020, c'est nécessaire de prendre une déviation de la rivière au pont de Hammersmith et traverser Castelnau ou Hammersmith Bridge Road avant de retourner à la riviere, à cause de la fermeture du sentier sous le pont sur les deux rives[28].
- Barrière de la Tamise à Crayford Ness, juste après Erith (10 milles (16 km)), reliant le sentier orbital externe de Londres. Ceci est considéré comme une extension du sentier de la Tamise (comme l'a reconnu l'Association Ramblers) et a été ouvert en 2001, mais ne fait pas partie du sentier national. Il a son propre symbole de la Tamise Barge et est parfois appelé extension du sud-est du sentier de la Tamise. Le chemin dévie souvent de la rivière autour des bâtiments riverains.

## Traversées de la Tamise

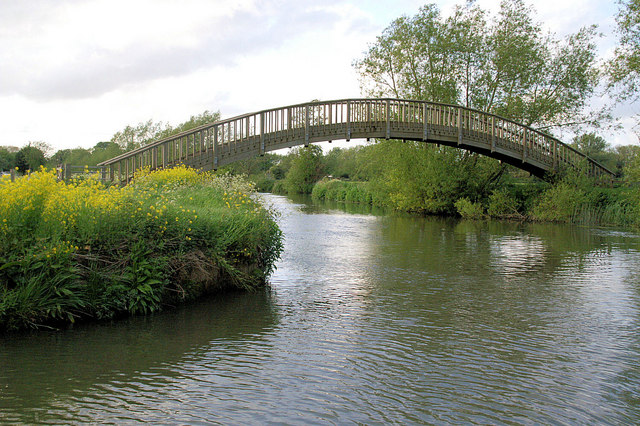
Bloomers Hole Footbridge, construit en 2000 pour le Thames Path.

La liste ci-dessous indique les points où le Thames Path traverse la Tamise entre Cricklade et Teddington. Au-dessus de Cricklade, la Tamise est un ruisseau et à certains endroits, il peut ne pas y avoir d'eau sauf après la pluie. Au-dessous de Teddington, il y a des sentiers des deux côtés de la rivière jusqu'au tunnel piéton de Greenwich, après quoi le sentier se trouve seulement au sud. 
La liste est en classé selon la descente de la Tamise. La lettre entre parenthèses indique si le chemin en aval de ce point prend la rive nord ou sud.
- Cricklade (S)
- Eysey Footbridge (N)
- Water Eaton House Bridge (S)
- Bloomers Hole Footbridge (N)
- Radcot Bridge (S)
- Rushey Lock (N)
- Shifford Lock cut footbridge (S)
- Newbridge, Oxfordshire (N)
- Pinkhill Lock (S)
- Fiddler's Island (N)
- Osney Bridge (S)
- Abingdon Lock (N)
- Clifton Hampden Bridge (S)
- Day's Lock (N)
- Benson Lock (S)
- Goring and Streatley Bridge (N)
- Whitchurch Bridge (S)
- Sonning Bridge (N)
- Henley Bridge (S)
- Temple Footbridge (N)
- Bourne End Railway Bridge (S)
- Maidenhead Bridge (N)
- Windsor Bridge (S)
- Victoria Bridge, Datchet (N)
- Albert Bridge, Datchet (S)
- Staines Bridge (N)
- Shepperton to Weybridge Ferry (S)
- Hampton Court Bridge (N)
- Kingston Bridge, London (S)
- Teddington Lock Footbridges